# (3889) Menshikov
(3889) Menshikov es un asteroide perteneciente al cinturón de asteroides, descubierto el 6 de septiembre de 1972 por la astrónoma ucraniana Liudmila Zhuravliova desde el Observatorio Astrofísico de Crimea (República de Crimea).

## Designación y nombre
Fue designado provisionalmente como 1972 RT3. Fue nombrado Menshikov en honor al estadista ruso Aleksandr Danílovich Ménshikov.